# Tiarosporella
Tiarosporella is een geslacht van schimmels behorend tot de familie Botryosphaeriaceae. De typesoort is Tiarosporella paludosa.

## Soorten
Volgens Index Fungorum telt het geslacht acht soorten (peildatum januari 2022):
| Soortnaam                   | Auteur(s)                                              | Publicatiejaar |
| --------------------------- | ------------------------------------------------------ | -------------- |
| Tiarosporella azadirachtae  | Abbas, Iftikhar, Niaz, I. Ali, N. Iftikhar & Al. Abbas | 2012           |
| Tiarosporella corymbiae     | Crous & P.A. Barber                                    | 2017           |
| Tiarosporella graminis      | (Piroz. & Shoemaker) Nag Raj                           | 1974           |
| Tiarosporella halmyra       | Kohlm. & Volkm.-Kohlm.                                 | 1996           |
| Tiarosporella madreeya      | (Subram. & K. Ramakr.) Nag Raj                         | 1974           |
| Tiarosporella paludosa      | (Sacc. & Fiori) Höhn.                                  | 1919           |
| Tiarosporella proteae       | Crous, Marinc. & M.J. Wingf.                           | 2008           |
| Tiarosporella schizochlamys | (Ferd. & Winge) Höhn.                                  | 1919           |